# Змажино (Гадячский район)

Змажино (укр. Змажине) — село,
Рымаровский сельский совет,
Гадячский район,
Полтавская область,
Украина.
Код КОАТУУ — 5320486502. Население по переписи 2001 года составляло 18 человек.

## Географическое положение
Село Змажино находится в 4-х км от правого берега реки Грунь.
Примыкает к селу Цимбалово.

## История
- 1615 — дата основания.